# Joakim Larsson (politiker)
Carl Gunnar Joakim Larsson, född 21 juni 1972 i Skärholmens församling i Stockholm, är en svensk politiker (moderat) som haft politiska uppdrag inom Stockholms stad sedan 1991.

## Biografi
Åren 1992–2002 var Larsson ledamot i socialnämnden och även en tid ordförande i nämndens tillståndsutskott. 
Mellan 2001 och 2008 hade han rollen som överförmyndare och 2006 blev han ordförande i stadens exploateringsnämnd. Larsson tillträdde som borgarråd våren 2008 och vikarierade då för borgarrådet Kristina Alvendal som bostads- och integrationsborgarråd. När Mikael Söderlund avgick som borgarråd samma höst och Alvendal åter trädde i tjänst, omfördelades de moderata borgarrådens ansvarsområden och Larsson fick i stället ansvar för ytterstaden och de kommunala bostadsbolagen. Inom ytterstadsutvecklingen arbetade Larsson med Järvalyftet och Söderortsvisionen som syftade till att förbättra levnadsvillkoren i ytterstadsdelarna. I samband med bostadsbolagens renovering av sina bostäder 2009 tog han initiativ till den s.k. Järvadialogen som resulterade i att 30 000 synpunkter samlades in från de boende i området. Larsson var också delaktig i sammanslagningen av brandförsvaret och blev det nybildade Storstockholms brandförsvarsförbunds första ordförande. Mellan åren 2010-2014 var han äldreborgarråd och ordförande i exploateringsnämnden. Vid maktskiftet 2014 blev han oppositionsborgarråd och vice ordförande i stadsbyggnadsnämnden. Efter maktskiftet 2018 blev han stadsbyggnadsborgarråd.
Joakim Larsson har ofta förknippats med debatten kring Nobelcenters placering på Blasieholmen, vilket var ett förslag som inledningsvis hade brett politiskt stöd av Moderaterna, Socialdemokraterna, Liberalerna, Centerpartiet, Miljöpartiet och Vänsterpartiet i stadshuset. Efter flera års debatt beslutade emellertid den grönblå majoriteten som tillträdde 2018 att söka en ny plats för centret. Ett förslag på ny placering vid Slussen presenterades av Joakim Larsson tillsammans med Nobelstiftelsen ett drygt år senare och den nya platsen togs väl emot.
Under mandatperioden beslutade stadsbyggnadsnämnden om ett stort kvalitetspaket för stadens gestaltning, bestående av en ny byggnadsordning, och en strategi för varsam utveckling av staden småhus- och villaområden. Dokumenten antogs i bred politisk enighet och bedöms få stor påverkan på stadsutvecklingen under de kommande åren. 2022 vann byggnadsordningen och arkitekturpolicyn Sveriges Arkitekters planpris.
Joakim Larsson har också under många år varit delaktig i utvecklingen av Nya Slussen, som år 2022 fick namnet Victoriaslussen.

## Övriga uppdrag
Joakim Larsson blev 2017 Sveriges kommuner och regioners förhandlingsdelegations vice ordförande. 2019 valdes han till delegationens ordförande. 2018 blev han också den nybildade kommunala arbetsgivarorganisation Sobonas föreningsstyrelses första ordförande. Efter de stora skogsbränderna 2018 förhandlade parterna fram ett krislägesavtal för att trygga personaltillgången vid kriser och samhällsfarliga katastrofer. Avtalet aktiverades tidigt under 2020 och bidrog till att säkerställa sjukvårdens bemanning under pandemin. 2015 valdes han till ordförande för Moderaterna i Stockholms stad och avgick från posten 2021 med Johan Forssell som efterträdare.